# مسبار ويلكنسون لتباين خواص الأمواج الصغرية
مسبار ويلكنسون لتباين خواص الأمواج الصغرية (بالإنجليزية: Wilkinson Microwave Anisotropy Probe، يُختصر إلى WMAP) هو مسبار فضائي ومرصد دوار مصمم لقياس الأشعة التي خلفت بداية الكون. خلال أقل من سنتين في الفضاء قام هذا المسبار برسم خريطة إشعاع الأمواج الصغرية للخلفية الكونية بدرجة غير مسبوقة من التفصيل والدقة. لقد قدم المسبار WMAP إلى علماء الفلك أفضل صورة حتى الآن لإحدى مراحل نشأة الكون منذ أكثر من 13 مليار سنة.
المشروع تحت رئاسة البروفيسور تشارلز ليونارد بينيت، من جامعة جونز هوبكنز، وقد وضعت البعثة في شراكة مشتركة بين ناسا ممثلة في مركز غودارد لرحلات الفضاء وجامعة برينستون. وقد انطلق المسبار الفضائي WMAP في 30 يونيو 2001، في الساعة 19:46:46 GDT، من ولاية فلوريدا.

## التقدم العلمي

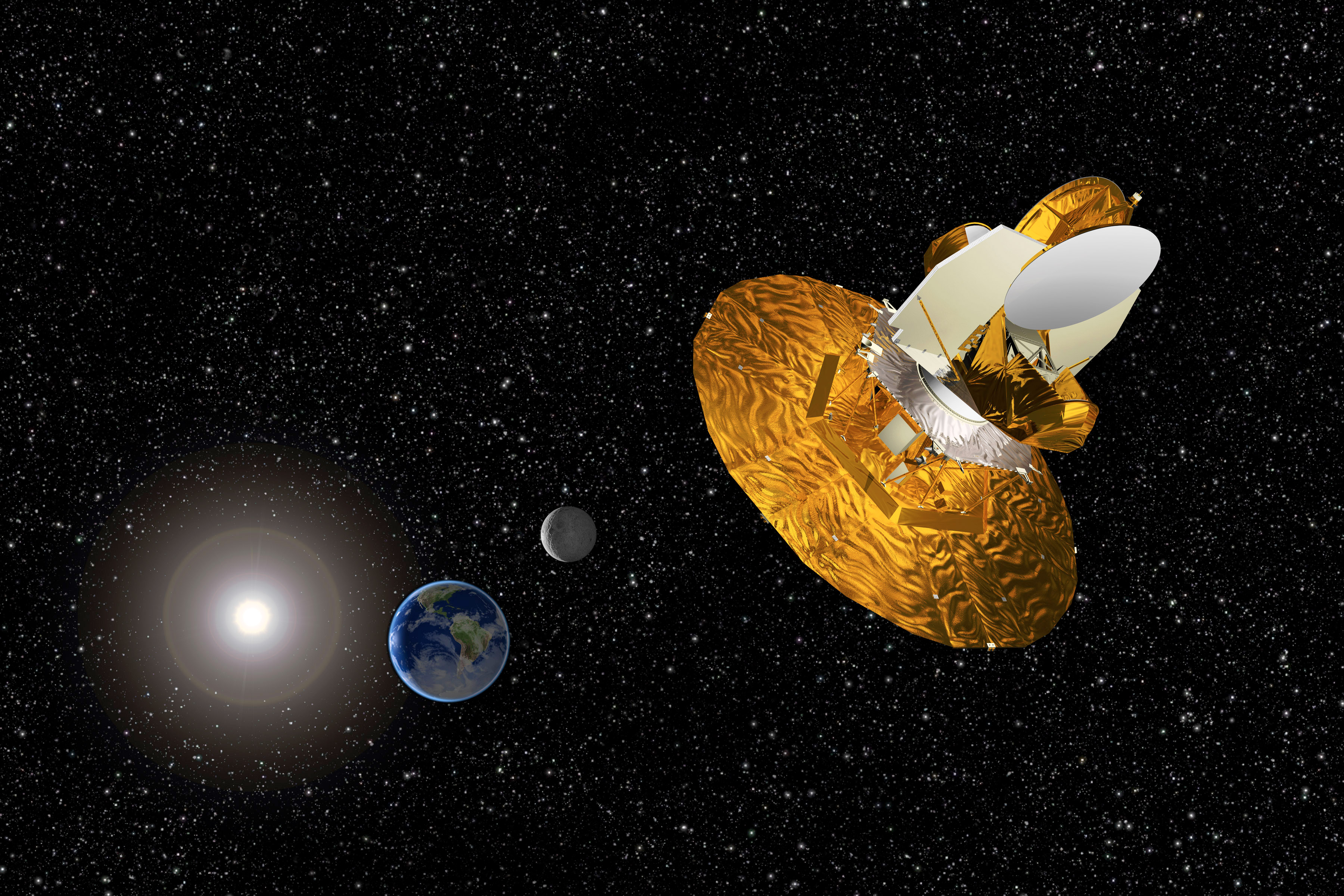
صورة فنية لمسبار الفضاء WMAP.

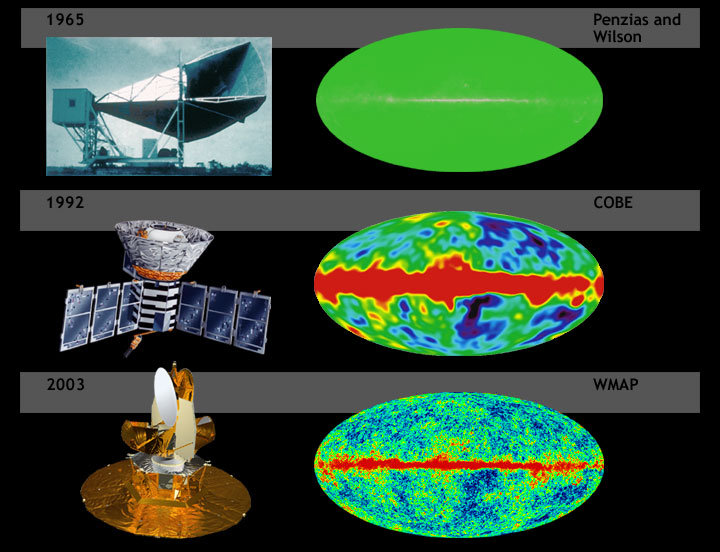
مقارنة بين حساسية المسبار WMAP بحساسية المسبار COBE وقياسات بنزياس وويلسون.

قامت ناسا بالتخطيط لبعثة MAP للمسبار في عام 1995، وأقرت خطة عمله العلمية عام 1996 ووُفِق على تنفيذها عام 1997.
وقد سبقت بعثة WMAP (تُنطق دبليو ماب) بعثتان أخرتان بغرض قياس إشعاع الخلفية الميكروني الكوني :
1. مسبار الفضاء RELIKT-1 الروسي الذي قام بقياس تباينات الحد الأعلى للأشعة الخلفية،
2. مسبار الفضاء كوبي COBE (مستكشف الخلفية الكونية) الأمريكي والذي استطاع قياس اختلافات في توزيع تلك الأشعة. كما أجريت قياسات مبدئية بأجهزة محمولة على بالونات قامت بمسح عريض مبدئي لتلك الأشعة الآتية من جميع جهات الكون. وكذلك مصور الخلفية الكونية Cosmic Background Imager، ومصفوف المراصد الصغير Very Small Array.

والقياسات التي قام بها مسبار WMAP عام 2003 هي أدق 45 مرة عن سابقتها وهي في نفس الوقت تتميز بدقة زاوية أحسن من قياسات المسبار كوبي نحو 33 مرة والتي أجريت عام 1992. وتبين الصور المجاورة زيادة الدقة في القياس منذ اكتشاف العالمين بنزياس وويلسون وجود تلك الاشعة عام 1965. وقد حاز العالمان آرنو بينزياس وروبرت ويلسون على هذا الاكتشاف على جائزة نوبل للفيزياء عام 1978.

## مدلول القياسات العلمي
تبين الاختلافات التي حصل عليها كل من المسبار كوبي والمسبار WMAP الاختلافات في درجة حرارة أشعة الخلفية. وبدراستها يستطيع علماء الفلك التوصل إلى التوزيع المبدئي للمادة في الكون عند نشأته قبل نحو 13 مليار سنة. ومن ذلك التوزيع للمادة البدائية نشأت التجمعات الكبيرة للمجرات، كما يستطيعون تحديد إحداثيات نظرية الانفجار العظيم.
وتؤيد قياسات مسبار ويلكينسون النموذج القياسي الحالي لنشأة الكون. وتتطابق قياساته تطابقًا جيدًا مع تصور أن الكون مليء بالطاقة المظلمة التي تعمل على تمدد الكون . كما تنطبق الإحداثيات الناتجة عن تلك القياسات مع هذا النموذج. فطبقًا لنموذج Lambda-CDM model للكون يبلغ عمر الكون نحو 13.75 ± 0.11 مليار سنة وهي دقة يصل الخطأ فيها إلى 1% فقط. كما يتفق مقدار التمدد الجاري في الكون مع ثابت هابل nbsp;± 1.3 5و75 كيلومتر/ثانية −1·Mpc−1. وتبلغ كمية المادة المرئية المعتادة 56و4 % و مادة مظلمة 8و22 % وهي لا تـُمتص ولا تُصدر ضوءًا، والجزء المكمل وهو 6و72 % من تكوين الكون عبارة عن طاقة مظلمة في صورة ثابت كوني يعمل على توسيع الكون.
وتكوّن النيوترينوات أقل من 1% من مكونات الكون، غير أن القياسات الأخيرة التي قام المسبار بقياسها عام 2008 تدل على وجود خلفية كونية من النيوترينو.
وقام المسبار بتقدير عدد أنواعها بنحو 4.4 &;±  1.5 وهي تتطابق مع التوقعات.

## اقرأ أيضًا
| - بلانك (مرصد فضائي) - مرصد القطب الجنوبي - مقراب أتكاما الكوني - مستكشف الخلفية الكونية - مصفوف الكيلومتر المربع - مرصد مولارد الراديوي - الانفجار العظيم - نموذج لامبدا-سي دي إم | - بيبوساكس - مقراب فضائي - مسبار روسي لتوقيت الأشعة السينية - تجربة بوميرانج - روسات - مقراب xMM-نيوتن الفضائي - تدفق مظلم |  |

## وصلات خارجية
- ناسا 16 مارس عام 2006 إصدارات صحفية مرتبطة بالتضخم نسخة محفوظة 22 نوفمبر 2013 على موقع واي باك مشين.